# Chiesa di San Giacomo il Maggiore (Agliano Terme)
La chiesa parrocchiale di san Giacomo il Maggiore è un edificio religioso situato ad Agliano Terme, in provincia di Asti.

## Storia
L'attuale edificio fu eretto sotto la direzione di Marco Poncino, capomastro di origine luganese, aiutato dal mastro da muro Carlo Bono, anch'esso di origine luganese, a partire dal 1657 con materiali poveri e di scarsa, a causa della poca disponibilità finanziaria della comunità del paese, sulle rovine di una chiesa precedente, distrutta dagli Spagnoli nel 1637 a causa della Guerra di successione di Mantova e del Monferrato, che venne costruita nel 1500 in stile gotico e della quale conserva l'orientamento tipico medievale est-ovest, grazie all'utilizzo di alcuni muri maestri del precedente edificio.
Nel 1667 papa Innocenzo X diede l'ordine di translare le reliquie di San Savino di Spoleto nella chiesa di Agliano Terme, ove furono accolte dal parroco del tempo Don Arrulani con una sollenne et numerosa, con tutte le pompe et solennità possibili  nella prima domenica di settembre dello stesso anno.
La costruzione affrettata della chiesa diede dei problemi fin dall'800: nel 1815, a causa di infiltrazioni di acqua all'interno dei sepolcreti del pavimento, due pilastri a sinistra cedettero e vennero fatti sostituire dal parroco di allora, don Carlo Notari, che affidò inoltre al noto pittore Lorenzo Peretti senior il compito di affrescare le volte e le pareti laterali del presbiterio. 
Nel 1915 ci si accorse che i pilastri di destra andavano cedendo a causa del peso della muratura e maturò ben presto nei parroci l'idea di costruire una nuova chiesa che venne però abbandonata, negli anni '60, grazie all'intervento di don Giglio Perosino che ascoltando il parere dei popolani fece restaurare tutto l'edificio, progetto che cominciò nel 1967 per terminare alcuni anni dopo.

## Descrizione
Di fattura barocca, l'esterno dell'edificio e il campanile si trovano quasi totalmente decorati da laterizi mentre la facciata a salienti si presenta intonacata e decorata da un protiro, le cui colonne da spoglio di granito rosato provengono dalla antica decorazione della porta principale della certosa di Asti, alla cui sommità si presenta una trifora e da due registri verticali contenenti semicupole e altre decorazioni separati sia dal centro che dalla sezione delle navate lateriali da dei piedritti. La facciata culmina infine con una decorazione che ricorda gli antichi frontoni dei templi greci.
L'interno della chiesa, a pianta centrale, è formato da una navata centrale e da due seminavate laterali occupate da tre capelle per lato, decorate da altari in marmo policromo decorate da tele di mano diverse, mentre all'interno dell'ultima di destra verso il presbiterio, dedicata alla Madonna del Suffragio, è presente un crocifisso ligneo risalente al XII-XIII secolo di fattura pregevole poiché è nella quale che "la sofferenza che sembra scavare le membra, appare placata nell'espressione composta del volto", inoltre è visibile un gancio alla sommità il che permette di dire che probabilmente si trovava all'origine appesa sopra un altare
Il presbiterio è rialzato e caratterizzato da un altare maggiore settecentesco, in marmo e distanziato di poco dal fondo della chiesa, mentre ai lati sono visibili due balconi matronei marmorei.
Il campanile, restaurato nel 1983, è di base quadrata e termina con una copertura cuspidale a quattro facce.